# Sherlock Holmes and the Voice of Terror
Sherlock Holmes și Vocea Terorii (în engleză Sherlock Holmes and the Voice of Terror) este un film de mister din 1942 regizat de John Rawlins, cu Basil Rathbone în rolul lui Sherlock Holmes și Nigel Bruce ca Dr. Watson, al treilea din cele paisprezece astfel de filme în care a fost implicată perechea de actori. Scenariul, scris de Lynn Riggs și Robert Hardy Andrews, este bazat pe povestirea „Ultima reverență” de Sir Arthur Conan Doyle.
Este primul film al seriei produs de Universal Pictures și care are loc în vremurile contemporane premierei (adică, în anii 1940). La Londra, la radio, o voce din Germania anunță știri despre explozii și alte sabotaje pentru a-i îngrozi pe ascultătorii britanici. Serviciile de informații britanice apelează la Sherlock Holmes pentru ajutor, cerându-i să găsească locul de emisie, ei sunt convinși că aceste sabotajul sabotaje reprezintă doar un preludiu la ceva mai grandios.

## Prezentare

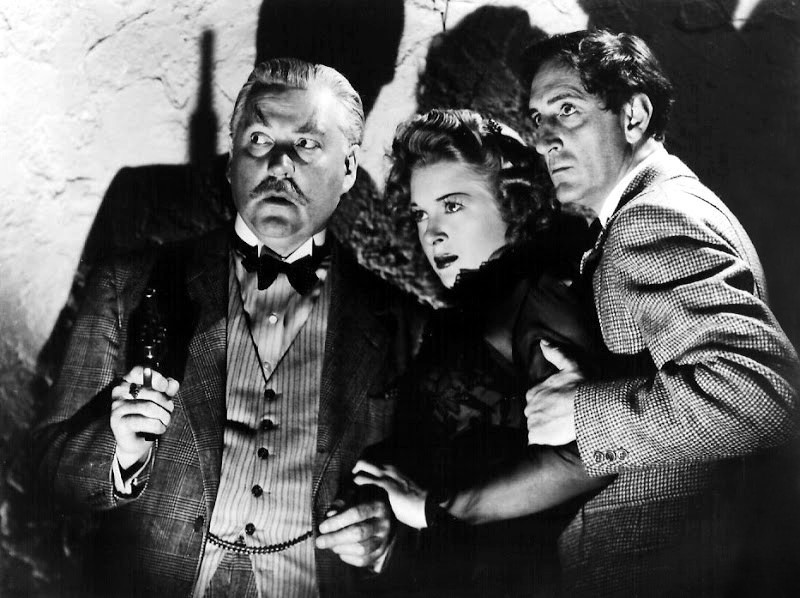
Nigel Bruce, Evelyn Ankers și Basil Rathbone în Sherlock Holmes and the Voice of Terror (1942)

Filmul începe cu un text care îi descrie pe Holmes și Watson ca fiind „fără vârstă”, ca o explicație a motivului pentru care filmul este plasat în anii 1940, mai degrabă decât în epoca lui Holmes din 1881-1914, așa cum au fost filmele precedente 20th Century Fox. Există o legătură către Sherlock Holmes cel clasic, într-o scenă în care Holmes și Watson părăsesc 221b Baker Street, iar Holmes vrea să își ia șapca sa deerstalker, Watson protestează, iar Holmes ia cu reticență o fedora.
Holmes este chemat în „Consiliul Intern” al Informațiilor Britanice de Sir Evan Barham (Reginald Denny), pentru a ajuta la oprirea sabotorilor naziști care operează în Marea Britanie, ale căror activități sunt anunțate în prealabil în emisiunile radio Vocea Terorii.
Gavin (Robert Barron), unul dintre agenții lui Holmes, este ucis cu un pumnal german în spate. Înainte de a muri, Gavin rostește cuvântul „Christopher”. Mai târziu, Holmes și Watson merg în cartierul Limehouse din Londra, unde se întâlnesc cu soția lui Gavin, Kitty (Evelyn Ankers).
Holmes spune consiliului că, prin folosirea unui osciloscop pentru a analiza și compara cu atenție tiparele undelor sonore de la emisiunile radio în comparație cu cele înregistrate, și-a dat seama că transmisiile radio au fost înregistrare în Regatul Unit, dar difuzate din Germania. Folosind un pont de la Kitty, Holmes și Watson se duc în vechile cheiuri Christopher, unde sunt urmăriți de Sir Anthony Lloyd (Henry Daniell) de la consiliu. Cei trei bărbați sunt prinși de un grup de spioni naziști conduși de Meade (Thomas Gómez), totuși Sherlock, Watson și Lloyd sunt eliberați de unii dintre bărbații din East End în timp ce îi atacă pe naziști, deși Meade reușește să scape printr-o trapă în podea și fuge cu o barcă cu motor care-l așteapta.
Kitty se preface că este o hoață fugărită de poliție și se alătură lui Meade în ascunzătoarea acestuia. Ea află că Meade plănuiește să meargă la moșia de la țară a lui Sir Evan în acea noapte. Acolo, Holmes și Sir Evan urmăresc un avion german care încearcă să aterizeze, dar focurile de armă trase de Sir Evan perturbă întâlnirea naziștilor; în tot acest timp Meade se ascunde în întuneric.
După ce unul dintre informatorii lui Holmes îi urmărește pe Meade și Kitty până la coasta de sud a Angliei, Holmes forțează consiliul să meargă acolo cu el. Cu sprijinul soldaților britanici, Holmes îl capturează pe Meade împreună cu un grup de soldați germani staționați într-o biserică abandonată.
Acolo el dezvăluie adevărata identitate a „Vocii terorii” ca fiind Sir Evan Barham, care se întâmplă să fie un impostor. Holmes dezvăluie apoi că în Primul Război Mondial, adevăratul Barham a fost prizonier într-un lagăr de război german și avea o asemănare ciudată cu un Heinrich Von Bock, un membru al Serviciului Secret German; într-o zi adevăratul Barham a fost scos și executat; cel care l-a chemat pe Holmes în acest caz a fost însuși Von Bock, care se dădea drept Barham de 24 de ani; Holmes adaugă apoi că Barham nu avea apropiați, așa că viața sa privată a fost bine studiată de Von Bock, care a studiat și la Oxford și cunoștea foarte bine limba și manierele engleze. Deci, cu puțină chirurgie plastică, ca să nu mai vorbim de asemănarea cu Barham în primul rând, înșelăciunea a fost dusă la bun sfârșit. Holmes mai ajunge la concluzia că adevăratul Sir Evan Barham a avut o cicatrice din copilărie, cea pe care Von Bock o are de la chirurgia plastică are doar aproximativ 20 de ani – acesta este indiciul care i-a dezvăluit lui Holmes că acesta era un impostor.
Holmes îi informează apoi pe spioni că forța de invazie germană a fost distrusă. Meade furios o împușcă și o rănește mortal pe Kitty, dar se sinucide în timp ce încearcă să scape. Consiliul stă în jurul lui Kitty ucisă și jură că moartea ei eroică nu va fi în zadar.
Filmul se încheie cu un citat direct din „Ultima reverență”:
Watson: Este o dimineață minunată, Holmes.
Holmes: Vine un vânt dinspre est, Watson.
Watson: Nu cred. Pare o altă zi caldă.
Holmes: Bunul, bătrânul Watson! Ești unicul punct stabil într-o lume care se schimbă. Totuși, vine o furtuna dinspre est, o furtună cum Anglia n-a mai îndurat vreodată. Va fi rece și dura, Watson, mulți dintre noi se vor prăbuși sub urgia ei. Dar e o furtună trimisa de Dumnezeu și după ce ea va trece, spre soare va râde un pământ mai curat, mai bun, mai puternic.

## Distribuție
Distribuție adaptată după cartea Universal Horrors.
- Basil Rathbone - Sherlock Holmes
- Nigel Bruce - Dr. John H. Watson
- Evelyn Ankers - Kitty
- Reginald Denny - Sir Evan Barham / Heinrich von Bork / The Voice of Terror
- Thomas Gomez - R.F. Meade
- Henry Daniell - Anthony Lloyd
- Montagu Love - General Jerome Lawford
- Hillary Brooke - Jill Grandis
- Mary Gordon - Mrs. Hudson
- Arthur Blake - Crosbie
- Leyland Hodgson - Captain Roland Shore
- Olaf Hytten - Adm. Sir John Prentiss
- Harry Stubbs - Taxi Driver
- Harry Cording - Camberwell
- Rudolph Anders - Schieler
- Donald Stuart - Grady
- Leslie Denison - London Bobby
- Robert Barron - Gavin
- Alec Harford - London Bobby
- John Rogers - Duggan
- Ted Billings